# Гай Валерий Флакк (консул 93 года до н. э.)
Гай Вале́рий Флакк (лат. Gaius Valerius Flaccus; 130-е годы — после 81 года до н. э.) — древнеримский военачальник и политический деятель из патрицианского рода Валериев Флакков, консул 93 года до н. э. После консулата много лет управлял Ближней Испанией и Галлией.

## Происхождение
Гай Валерий принадлежал к одному из самых знатных патрицианских родов Рима, представитель которого стал одним из основателей Римской республики и консулом в первый год её существования. В дальнейшем Валерии регулярно появлялись в Капитолийских фастах.
Носители когномена Флакк (Flaccus) были с середины III по середину I вв. до н. э. наиболее могущественной ветвью Валериев (наряду с Мессалами). Они достигали консульства в каждом из шести поколений. Отец и дед Гая Валерия носили преномены Гай и Луций соответственно. О Гае ничего не известно, а Луций-старший — это консул 152 года до н. э., отец которого был консулом 195 года и коллегой Марка Порция Катона по консулату и цензуре. Младшим братом Гая-сына был Луций Валерий Флакк, консул-суффект 86 года до н. э., а двоюродным братом — ещё один Луций Валерий Флакк, консул 100 года и принцепс сената.

## Биография
Учитывая ход карьеры Гая Валерия, исследователи датируют его рождение 130-ми годами до н. э. Не позже 96 года до н. э., в соответствии с законом Виллия, предусматривавшим определённые временные промежутки между высшими магистратурами, Флакк должен был занимать должность претора. Известно, что он был городским претором (praetor urbanus) и в этом качестве предложил сенату даровать римское гражданство некоей Каллифане, жрице из города Велия, что в Лукании.
В 93 году до н. э. Гай Валерий стал консулом совместно с «новым человеком» Марком Гереннием. В этот год и в Риме, и за его пределами царило спокойствие. Позже кто-то из Флакков (предположительно, Гай) в качестве проконсула Ближней Испании воевал с восставшими кельтиберами; он перебил 20 тысяч повстанцев и сурово наказал жителей города Бельгеда, которые сожгли своих сенаторов в здании курии.
О следующем этапе в жизни Гая Валерия мало что известно. Римская республика была охвачена смутой: сначала против неё восстали италики (91—88 годы до н. э.), потом начались гражданские войны между Луцием Корнелием Суллой и марианской «партией». Флакк в этих войнах не участвовал, управляя Ближней Испанией и Галлией. При этом известно о его тесных связях с некоторыми высокопоставленными италиками (коллегой Марком Гереннием, Марком Перперной, получившим консулат благодаря его помощи); брат Гая был сторонником Гая Мария и стал консулом-суффектом после его смерти. Когда Луций Валерий погиб, его сын нашёл убежище у дяди. Известно, что в 83 году до н. э. (а возможно, начиная уже с 86 года) Гай Валерий находился в Галлии и там был провозглашён императором. Он стал первым римским наместником этой провинции, чеканившим там монету, а следующим после него стал только Гай Юлий Цезарь 20 с лишним лет спустя.
Когда Сулла высадился в Италии для решающей схватки с марианцами (83 год до н. э.), Гай Валерий тут же перешёл на его сторону. В 81 году до н. э. он вернулся в Рим и отпраздновал триумф, причём это был первый случай, когда одновременно праздновались победы, одержанные в Галлии и Испании. После этого Флакк уже не упоминается в источниках как живой человек. Фридрих Мюнцер предположил, что он мог дожить, по крайней мере, до 64 года до н. э., поскольку в речи в защиту Луция Валерия Флакка (59 год до н. э.) Марк Туллий Цицерон говорит о Гае как о человеке умершем, но ещё живом в памяти слушателей.